# 44 (število)
44 (štíriinštírideset) je naravno število, za katero velja 44 = 43 + 1 = 45 - 1.

## V matematiki
- sestavljeno število.
- deseto veselo število.

## V znanosti
- vrstno število 44 ima rutenij (Ru).

## Drugo

### Leta
- 444 pr. n. št., 344 pr. n. št., 244 pr. n. št., 144 pr. n. št., 44 pr. n. št.
- 44, 144, 244, 344, 444, 544, 644, 744, 844, 944, 1044, 1144, 1244, 1344, 1444, 1544, 1644, 1744, 1844, 1944, 2044, 2144